# Hugo Jury
Hugo Jury (13 de julio de 1887, Mährisch Rothmühl, Moravská Radiměř, Moravia – 8 de mayo de 1945, Zwettl, Austria) fue un doctor y político alemán. 
Estudió medicina en la Universidad de Praga y trabajó como médico durante la Primera Guerra Mundial en el ejército austro-húngaro.
Hugo Jury fue un doctor especializado en tuberculosis y político del nacionalsocialismo al que se afilió en 1932 (número 410.338). 
Fue Gauleiter del "Reichsgau Niederdonau" (Baja Austria) y desde 1940 el Gobernador Imperial, Reichsstatthalter, de la región. Anteriormente se desempeñó como oficial de la SS y en un principio Sturmbannführer.
Se suicidó a finales de la Segunda Guerra Mundial.
Según el compositor Gottfried von Einem estuvo ligado sentimentalmente a la soprano Elisabeth Schwarzkopf.